# Listă de actori elvețieni
Aceasta este o listă de actori elvețieni.
Cuprins: Început - 0–9 A B C D E F G H I J K L M N O P Q R S T U V W X Y Z

## A

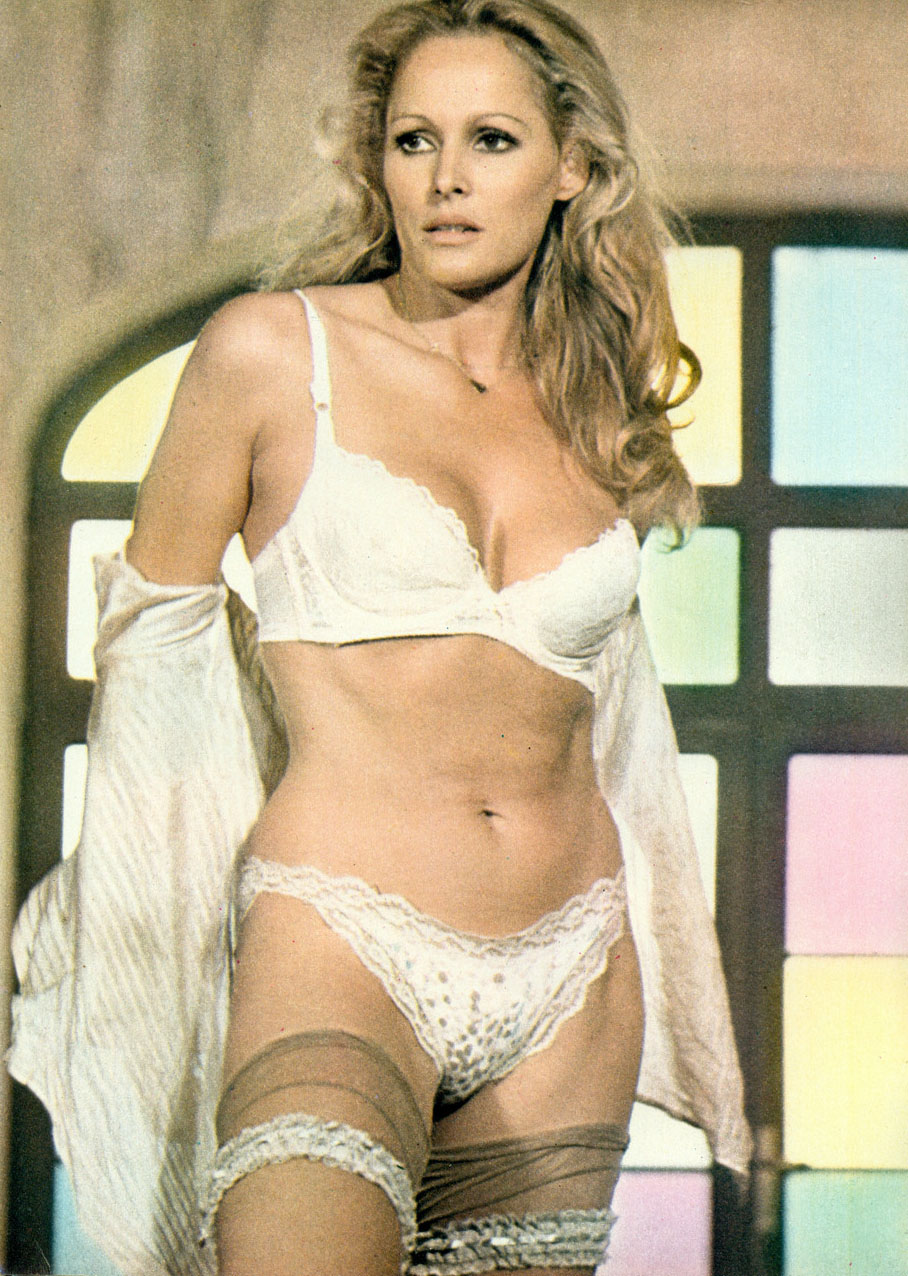
Ursula Andress, Colpo in canna (1975)

- Mario Adorf
- Pasquale Aleardi
- Lukas Ammann (1912)
- Roland Amstutz
- Ursula Andress (1936)
- Elsie Attenhofer (1909-1999)

## B
- Jean-François Balmer (1946)
- Pierre Banderet
- Karim Barras
- Antoine Basler
- Joel Basman
- Jacob Berger
- Rudolf Bernhard
- Daniel Bernhardt
- Jean-Mario Bertschy
- Jean-Luc Bideau
- Yoann Blanc
- Anne-Marie Blanc (1919-2009)
- Jean-Alexandre Blanchet
- Gaspard Boesch
- Luc Bondy
- Pascal Bongard
- Bernard Born
- Carlo Brandt
- Yangzom Brauen (1980)
- Pinkas Braun
- Kate Burton

## C
- Roland Carey
- Jean-Quentin Châtelain
- Alain Chevallier
- Pierre-Alain Clerc
- David Cuñado

## D
- Laurent Deshusses
- Ivan Desny
- Georges Dimeray
- Al Dubin
- Jean-Pierre Duclos

## E
- Buddy Elias

## F
- Étienne Fague
- Léa Fazer (1965)
- Ernest Ferny
- René Ferté
- Daniel Fillion
- Helmut Förnbacher
- Ivan Frésard
- Billy Frick

## G
- Bruno Ganz (1941)
- Louis Gaulis
- George Gebhardt
- Viktor Giacobbo
- Stephanie Glaser (1920-2011)
- Teo Gheorghiu
- Katerina Graham
- Armen Godel
- Curt Goetz
- Jean-Pierre Gos
- François Gremaud
- Heinrich Gretler
- Grock (1880-1959)

## H
- Bernard Haller
- Mickey Hardt
- Max Haufler
- Emil Hegetschweiler
- Franz Hohler (1943)
- Max Holzboer
- Max Hubacher
- Paul Hubschmid

## J
- Irène Jacob (1966)
- Claude Jaeger
- Roger Jendly
- Charles Joris
- Thomas Jouannet

## K
- Khaled Khouri
- Mathis Künzler
- Stefan Kurt (1959)

## L
- Claude Laydu
- Max Lerel
- J.P. Love
- Walo Lüönd
- Philippe Lüscher

## M

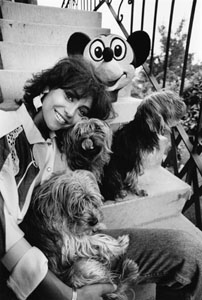
Lolita Morena

- Fernand Melgar (1961)
- Dieter Moor (1958)
- Lolita Morena
- Andreas Daniel Müller (1986)

## P
- Daniele Finzi Pasca
- Vincent Perez
- Liselotte Pulver (1929)

## R
- Flore Revalles (1889-1966)
- Muriel Roth

## S

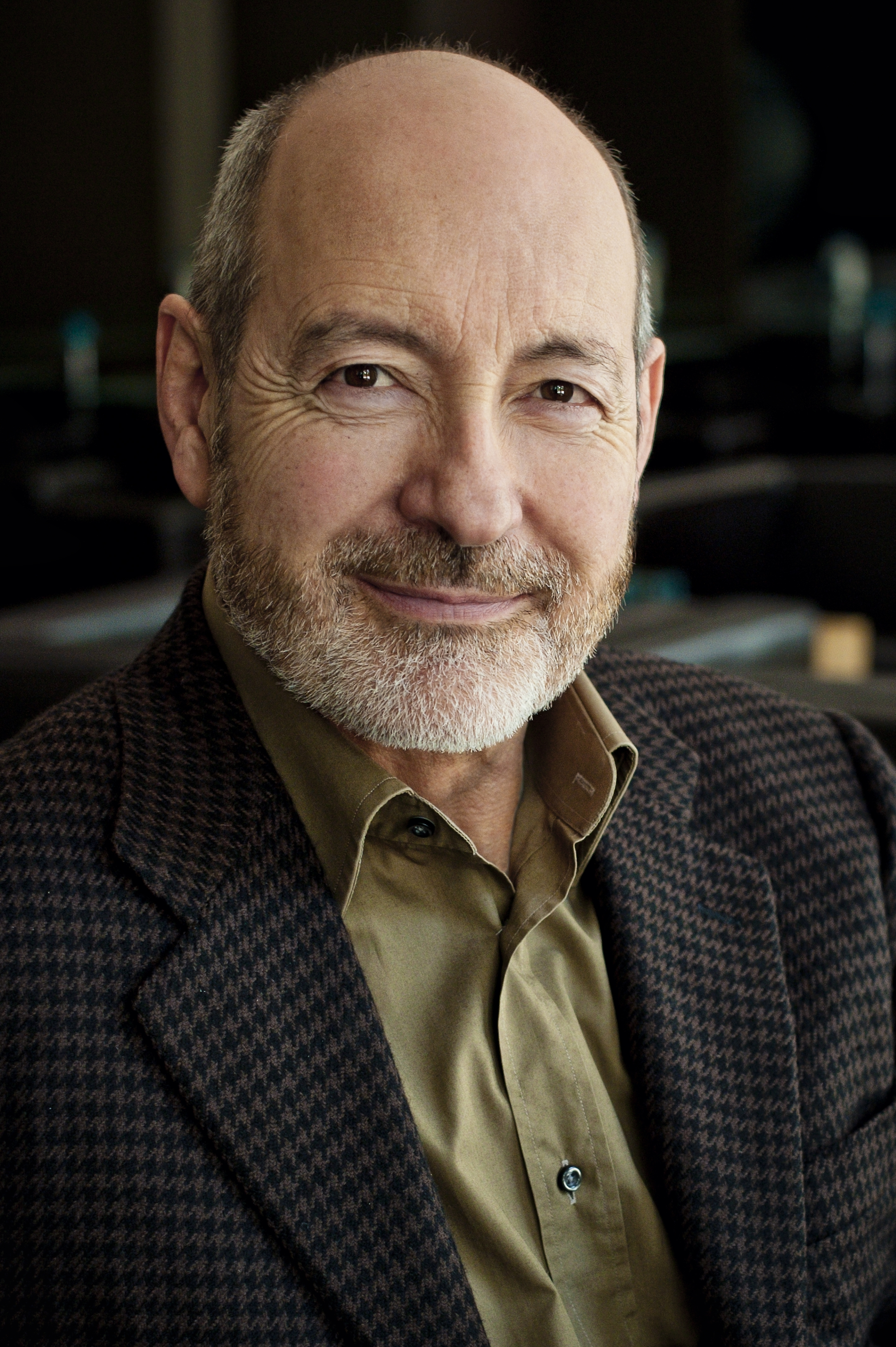
René Schoenenberger

- Maria Schell (1926-2005)
- Maximilian Schell (1930-2014)
- René Schoenenberger
- Emil Steinberger (1933)
- Sigfrit Steiner (1906-1988)

## Y
- Lale Yavas

## W
- Stefan Walz (1936)
- Renée Weibel (1986)
- Melanie Winiger (1979)
- Giorgia Würth (1981)

## Vezi și
- Listă de regizori elvețieni

Format:Cinematografia elvețiană